# Breynia oblongifolia
Breynia oblongifolia är en emblikaväxtart som först beskrevs av Johannes Müller Argoviensis, och fick sitt nu gällande namn av Johannes Müller Argoviensis. Breynia oblongifolia ingår i släktet Breynia och familjen emblikaväxter.

## Underarter
Arten delas in i följande underarter:
- B. o. oblongifolia
- B. o. suborbicularis